# Микроб (институт)
«Микроб» — крупнейшее российское научно-исследовательское учреждение, организационно-методический центр по санитарно-эпидемиологической охране территории России от завоза и распространения особо опасных инфекционных болезней. Входит в структуру противочумной службы России.
Полное название центра — Федеральное казённое учреждение науки «Российский научно-исследовательский противочумный институт „Микроб“» Федеральной службы по надзору в сфере защиты прав потребителей и благополучия человека.

## Функции
Федеральным законом «О санитарно-эпидемиологическом благополучии населения», Положением о государственной санитарно-эпидемиологической службе Российской Федерации (Постановление Правительства Российской Федерации № 554 от 24 июля 2000 года, Приказом министра здравоохранения Российской Федерации № 409 от 22 ноября 2000 года), Приказом руководителя Роспотребнадзора «О мерах по совершенствованию мониторинга за возбудителями инфекционных и паразитарных болезней» (№ 88 от 17.03.2008) и Уставом Российского противочумного института «Микроб» на институт возложены следующие основные функции:
- Осуществление в качестве ведущего учреждения научно-методического руководства, координации и экспертизы фундаментальных и прикладных научно-исследовательских работ по актуальным проблемам чумы и санитарной охраны территории Российской Федерации, а также выполнение фундаментальных и прикладных научно-исследовательских работ по актуальным проблемам других особо опасных инфекционных болезней.
- Обеспечение функций базовой организации Координационного научного совета по санитарно-эпидемиологической охране территории Российской Федерации.
- Обеспечение функции базовой организация Координационного Совета в области санитарной охраны территорий государств-участников Содружества Независимых Государств от завоза и распространения особо опасных инфекций.
- Научная, нормативно-методическая и практическая помощь органам и учреждениям Федеральной службы в субъектах Российской Федерации по вопросам профилактики и лабораторной диагностики чумы и других особо опасных инфекционных болезней.
- Комплексное научно-методическое и практическое обеспечение профилактических и противоэпидемических мероприятий, направленных на обеспечение эпидемиологического благополучия населения в природных очагах чумы и других особо опасных инфекционных болезней, а также при чрезвычайных ситуациях санитарно-эпидемиологического характера.
- Обеспечение постоянной противоэпидемической готовности учреждения и его специализированных формирований (СПЭБ) для локализации и ликвидации эпидемических вспышек инфекционных заболеваний, в том числе в чрезвычайных ситуациях.
- Проведение эпизоотологического и эпидемиологического мониторинга особо опасных, зоонозных, природно-очаговых инфекционных болезней на территории Российской Федерации.
- Взаимодействие с органами здравоохранения 16 субъектов Российской Федерации (в том числе 13 — ПФО и 3 — УФО), а также с Правительством Саратовской области в осуществлении комплекса мероприятий по поддержанию эпидемиологического благополучия населения по особо опасным инфекциям.
- Проведение лабораторной диагностики и профилактики особо опасных и других инфекционных болезней.
- Разработка методов диагностики, профилактики и лечения инфекционных болезней.
- Разработка, производство препаратов для диагностики, лечения и профилактики инфекционных болезней.
- Послевузовское, дополнительное профессиональное образование; подготовка и аттестация кадров высшей квалификации и функционирование диссертационных советов.
- Ведение Государственной коллекции патогенных бактерий «Микроб».
- Обеспечение деятельности филиалов.
- Обеспечение деятельности Межгосударственного центра по генной диагностике и современным диагностическим технологиям в области карантинных и других опасных инфекционных болезней.
- Обеспечение работы Центра индикации сети наблюдения и лабораторного контроля (СНЛК) территориальной подсистемы надзора за санитарно-эпидемиологической обстановкой единой государственной системы предупреждения и ликвидации чрезвычайных ситуаций.
- Разработка проектов нормативно-методических, информационно-аналитических, нормативно-правовых и других документов по санитарной охране территории, диагностике, профилактике и лечению инфекционных болезней, а также оценке степени биологической опасности.
- Деятельность, связанная с правовой охраной и использованием результатов интеллектуальной деятельности.
- Редакционно-издательская деятельность.

В состав института входят филиалы — Региональный Центр по мониторингу за возбудителями инфекционных и паразитарных болезней I—II групп патогенности; Центр индикации и диагностики возбудителей опасных инфекционных болезней; Референс-центр по мониторингу за чумой и другими особо опасными бактериальными инфекциями с функцией в рамках ММСП (2005); Национальный центр верификации диагностической деятельности, осуществляющий функции государственной коллекции; Центр по генной диагностике особо опасных инфекционных заболеваний.

## История
После ликвидации в 1917 году расположенной в форте «Император Александр I» «Особой лаборатории по заготовлению противо-бубонночумных препаратов ИИЭМ», её оборудование и препараты под руководством Д. К. Заболотного были перевезены в Саратов. Выбор Саратова для размещения ведущего научного противоэпидемического учреждения был обусловлен политической стабильностью, наличием высококвалифицированных специалистов, а также удобным географическим расположением города — в центре обширных очагов чумы Заволжья, Прикаспия и Юга России. На базе кафедры микробиологии Саратовского университета под руководством профессора Богомольца возник Краевой институт микробиологии и эпидемиологии Юго-Востока РСФСР. Название «Микроб» впервые появилось в 1919 году в качестве почтового кода. Возможно, его «привезли» петроградские учёные (известно, что между фортом «Император Александр I» и Петроградом курсировал маленький пароходик «Микроб»).
В 1920 году институт был переименован в Государственный краевой институт микробиологии и эпидемиологии Юго-Востока России Народного комиссариата здравоохранения РСФСР, уставом Наркомздрава он получил независимость от университета. Постепенно расширялось поле деятельности института, который стал заниматься не только чумой, но и холерой, а затем и другими особо опасными инфекциями.
Драматический эпизод из жизни института относится к декабрю 1939 года: заместитель директора по научной части Абрам Львович Берлин случайно заразился лёгочной чумой (по другой версии, привил себе бубонную чуму и не выдержал карантин). Не подозревая об этом, он поехал в Москву с докладом для Коллегии Наркомздрава. В гостинице он почувствовал себя плохо. Вызванный врач Симон Зеликович Горелик (отец Г. С. Горелика) диагностировал чуму. Погибло несколько человек, в том числе Берлин и Горелик. Эпидемия была строго засекречена.
В годы войны институт разрабатывал средства защиты от возможного бактериологического нападения, боролся с эпидемией холеры во время Сталинградской битвы, а также с эпидемией сыпного тифа среди немецких военнопленных зимой-весной 1943 года.
С институтом связана деятельность многих замечательных ученых. Здесь работали академики АМН СССР Н. Н. Жуков-Вережников, Н. Н. Сиротинин, член-корреспондент АМН СССР И. В. Домарадский, профессора В. Н. Федоров, Б. К. Фенюк, Е. И. Коробкова, Н. И. Николаев, В. М. Туманский, А. И. Желтенков, И. Г. Иофф, М. П. Покровская, В. В. Сукнев, Н. А. Гайский, В. Н. Лобанов, Н. Н. Ивановский, В. В. Акимович, Н. И. Калабухов, С. Н. Варшавский, А. А. Лавровский, И. С. Солдаткин, Ю. К. Эйгелис и многие другие.
В августе 2014 года шесть сотрудников «Микроба» под руководством старшего научного сотрудника Валентина Сафронова (четверо ученых, инженер и водитель) были командированы в Гвинею для борьбы с эпидемией Эбола.

## Руководители
- 1918—1921 — Алексей Ильич Бердников (последний руководитель Особой лаборатории и первый директор «Микроба», эмигрировал[7]);
- 1921—1931 — Сергей Михайлович Никаноров;
- 1931—1932 — Евсей Маркович Гуревич;
- 1932—1934 — Владимир Всеволодович Сукнев;
- 1934—1937 — Владимир Архипович Бычков-Орешников;
- 1937—1939 — Я. А. Усов;
- 1939—1940 — Василий Павлович Смирнов;
- 1940—1940 — Иван Иванович Ёлкин;
- 1940—1960 — Дмитрий Георгиевич Савостин;
- 1960—1972 — Н. И. Николаев;
- 1972—1973 — Сергей Михайлович Рассудов;
- 1973—1988 — Павел Иванович Анисимов;
- 1988—1997 — Артур Викторович Наумов;
- 1997 — наст. время — Владимир Викторович Кутырев.